# Indy Lights 2015
De Indy Lights 2015 was het dertigste kampioenschap van de Indy Lights. Het seizoen bestond uit 16 races, onderverdeeld in drie ovals, vijf stratencircuits en acht wegraces.

## Teams en rijders
Alle teams rijden met een nieuw geïntroduceerd Dallara-chassis en een AER-motor met 4 cilinders. Cooper levert de banden voor alle teams.
| Team                         | Nr | Rijders           | Races      |
| ---------------------------- | -- | ----------------- | ---------- |
| 8 Star Motorsports           | 8  | Scott Hargrove    | 1-2        |
| 8 Star Motorsports           | 8  | Sean Rayhall      | 4-8, 13-16 |
| Andretti Autosport           | 51 | Shelby Blackstock | Alle       |
| Andretti Autosport           | 83 | Matthew Brabham   | 1-3        |
| Belardi Auto Racing          | 4  | Félix Serrallés   | Alle       |
| Belardi Auto Racing          | 5  | Juan Piedrahita   | Alle       |
| Carlin                       | 11 | Ed Jones          | Alle       |
| Carlin                       | 14 | Max Chilton       | 1-8, 11-16 |
| Carlin                       | 14 | Nelson Piquet jr. | 9-10       |
| Juncos Racing                | 12 | Spencer Pigot     | Alle       |
| Juncos Racing                | 18 | Kyle Kaiser       | Alle       |
| Schmidt Peterson Motorsports | 7  | RC Enerson        | Alle       |
| Schmidt Peterson Motorsports | 21 | Heamin Choi       | 15-16      |
| Schmidt Peterson Motorsports | 42 | Jack Harvey       | Alle       |
| Schmidt Peterson Motorsports | 71 | Ethan Ringel      | Alle       |
| Schmidt Peterson Motorsports | 77 | Scott Anderson    | Alle       |

## Races
| Race | Datum        | Racenaam                | Circuit                                     | Locatie            |
| ---- | ------------ | ----------------------- | ------------------------------------------- | ------------------ |
| 1    | 29 maart     | St. Petersburg 100      | Stratencircuit Saint Petersburg             | St. Petersburg, FL |
| 2    | 30 maart     | St. Petersburg 100      | Stratencircuit Saint Petersburg             | St. Petersburg, FL |
| 3    | 19 april     | Long Beach 100          | Stratencircuit Long Beach                   | Long Beach, CA     |
| 4    | 25 april     | Legacy Indy Lights 100  | Barber Motorsports Park                     | Birmingham, AL     |
| 5    | 26 april     | Legacy Indy Lights 100  | Barber Motorsports Park                     | Birmingham, AL     |
| 6    | 8 mei        | Liberty Challenge       | Indianapolis Motor Speedway (binnencircuit) | Speedway, IN       |
| 7    | 9 mei        | Liberty Challenge       | Indianapolis Motor Speedway (binnencircuit) | Speedway, IN       |
| 8    | 22 mei       | Freedom 100             | Indianapolis Motor Speedway (oval)          | Speedway, IN       |
| 9    | 13 juni      | Grand Prix of Toronto   | Stratencircuit Toronto                      | Toronto, ON        |
| 10   | 14 juni      | Grand Prix of Toronto   | Stratencircuit Toronto                      | Toronto, ON        |
| 11   | 12 juli      | Milwaukee Race 100      | Milwaukee Mile                              | West Allis, WI     |
| 12   | 18 juli      | Iowa Corn Indy 100      | Iowa Speedway                               | Newton, IA         |
| 13   | 1 augustus   | Grand Prix of Mid-Ohio  | Mid-Ohio Sports Car Course                  | Lexington, OH      |
| 14   | 2 augustus   | Grand Prix of Mid-Ohio  | Mid-Ohio Sports Car Course                  | Lexington, OH      |
| 15   | 12 september | Grand Prix of Monterrey | Mazda Raceway Laguna Seca                   | Monterey, CA       |
| 16   | 13 september | Grand Prix of Monterrey | Mazda Raceway Laguna Seca                   | Monterey, CA       |

## Uitslagen
| Ronde | Race            | Poleposition      | Snelste ronde   | Meeste ronden aan de leiding | Winnaar         | Winnaar                      |
| Ronde | Race            | Poleposition      | Snelste ronde   | Meeste ronden aan de leiding | Coureur         | Team                         |
| ----- | --------------- | ----------------- | --------------- | ---------------------------- | --------------- | ---------------------------- |
| 1     | St. Petersburg  | Ed Jones          | Matthew Brabham | Ed Jones                     | Ed Jones        | Carlin                       |
| 2     | St. Petersburg  | Ed Jones          | Ed Jones        | Ed Jones                     | Ed Jones        | Carlin                       |
| 3     | Long Beach      | Jack Harvey       | Félix Serrallés | Ed Jones                     | Ed Jones        | Carlin                       |
| 4     | Birmingham      | Spencer Pigot     | Sean Rayhall    | Spencer Pigot                | Spencer Pigot   | Juncos Racing                |
| 5     | Birmingham      | Spencer Pigot     | Ed Jones        | Spencer Pigot                | Spencer Pigot   | Juncos Racing                |
| 6     | Indianapolis GP | Jack Harvey       | Jack Harvey     | Jack Harvey                  | Jack Harvey     | Schmidt Peterson Motorsports |
| 7     | Indianapolis GP | Ed Jones          | Max Chilton     | Sean Rayhall                 | Sean Rayhall    | 8 Star Motorsports           |
| 8     | Indianapolis    | Ethan Ringel      | Félix Serrallés | Ethan Ringel                 | Jack Harvey     | Schmidt Peterson Motorsports |
| 9     | Toronto         | Nelson Piquet jr. | Jack Harvey     | Spencer Pigot                | Spencer Pigot   | Juncos Racing                |
| 10    | Toronto         | Spencer Pigot     | Kyle Kaiser     | Spencer Pigot                | Spencer Pigot   | Juncos Racing                |
| 11    | Milwaukee       | Spencer Pigot     | Spencer Pigot   | RC Enerson                   | Félix Serrallés | Belardi Auto Racing          |
| 12    | Iowa            | Max Chilton       | Ed Jones        | Max Chilton                  | Max Chilton     | Carlin                       |
| 13    | Mid-Ohio        | RC Enerson        | Jack Harvey     | RC Enerson                   | RC Enerson      | Schmidt Peterson Motorsports |
| 14    | Mid-Ohio        | Jack Harvey       | Scott Anderson  | Ed Jones                     | Sean Rayhall    | 8 Star Motorsports           |
| 15    | Laguna Seca     | Max Chilton       | Sean Rayhall    | Spencer Pigot                | Spencer Pigot   | Juncos Racing                |
| 16    | Laguna Seca     | Max Chilton       | Max Chilton     | Spencer Pigot                | Spencer Pigot   | Juncos Racing                |

## Kampioenschap
| Pos | Rijder            | STP | STP | LBH | ALA | ALA | IMS | IMS | INDY | TOR | TOR | MIL | IOW | MOH | MOH | LAG | LAG | Punten |
| --- | ----------------- | --- | --- | --- | --- | --- | --- | --- | ---- | --- | --- | --- | --- | --- | --- | --- | --- | ------ |
| 1   | Spencer Pigot     | 3   | 3   | 2   | 1*  | 1*  | 7   | 12  | 9    | 1*  | 1*  | 7   | 8   | 8   | 3   | 1*  | 1*  | 357    |
| 2   | Jack Harvey       | 2   | 2   | 10  | 2   | 2   | 1*  | 5   | 1    | 2   | 2   | 4   | 5   | 11  | 10  | 5   | 9   | 330    |
| 3   | Ed Jones          | 1*  | 1*1 | 1*  | 4   | 11  | 3   | 4   | 10   | 5   | 3   | 8   | 2   | 9   | 9*  | 3   | 4   | 324    |
| 4   | RC Enerson        | 9   | 13  | 4   | 3   | 7   | 5   | 2   | 4    | 8   | 5   | 2*  | 3   | 1*  | 4   | 6   | 6   | 295    |
| 5   | Max Chilton       | 12  | 4   | 5   | 5   | 3   | 4   | 3   | DNS  |     |     | 6   | 1*  | 2   | 2   | 11  | 3   | 258    |
| 6   | Kyle Kaiser       | 5   | 5   | 12  | 8   | 12  | 12  | 6   | 5    | 3   | 9   | 9   | 4   | 4   | 11  | 2   | 10  | 237    |
| 7   | Félix Serrallés   | 13  | 8   | 3   | 6   | 4   | 9   | 11  | 11   | DSQ | 7   | 1   | 10  | 10  | 5   | 13  | 8   | 225    |
| 8   | Juan Piedrahita   | 6   | 9   | 8   | 7   | 8   | 11  | 7   | 7    | 10  | 4   | 3   | 7   | 6   | 12  | 7   | 7   | 223    |
| 9   | Scott Anderson    | 7   | 10  | 6   | 11  | 5   | 6   | 9   | 3    | 9   | 10  | 5   | 6   | 7   | 8   | 9   | 13  | 219    |
| 10  | Shelby Blackstock | 10  | 11  | 9   | 9   | 10  | 8   | 8   | 8    | 4   | 6   | 11  | 9   | 3   | 6   | 8   | 5   | 218    |
| 11  | Ethan Ringel      | 8   | 12  | 7   | 10  | 9   | 10  | 10  | 2*   | 6   | 11  | 10  | 11  | 12  | 7   | 10  | 12  | 197    |
| 12  | Sean Rayhall      |     |     |     | 12  | 6   | 2   | 1*  | 6    |     |     |     |     | 5   | 1   | 4   | 2   | 188    |
| 13  | Matthew Brabham   | 11  | 7   | 11  |     |     |     |     |      |     |     |     |     |     |     |     |     | 35     |
| 14  | Scott Hargrove    | 4   | 6   |     |     |     |     |     |      |     |     |     |     |     |     |     |     | 34     |
| 15  | Nelson Piquet jr. |     |     |     |     |     |     |     |      | 7   | 8   |     |     |     |     |     |     | 28     |
| 16  | Heamin Choi       |     |     |     |     |     |     |     |      |     |     |     |     |     |     | 12  | 11  | 19     |
| Pos | Rijder            | STP | STP | LBH | ALA | ALA | IMS | IMS | INDY | TOR | TOR | MIL | IOW | MOH | MOH | LAG | LAG | Punten |

| Kleur       | Resultaat                       |
| ----------- | ------------------------------- |
| Goud        | Winnaar                         |
| Zilver      | 2de plaats                      |
| Brons       | 3de plaats                      |
| Groen       | 4de en 5de plaats               |
| Lichtblauw  | 6de–10de plaats                 |
| Donkerblauw | Gefinisht (buiten de Top 10)    |
| Paars       | Niet gefinisht                  |
| Rood        | Niet gekwalificeerd (DNQ)       |
| Bruin       | Teruggetrokken (Wth)            |
| Zwart       | Gediskwalificeerd (DSQ)         |
| Wit         | Niet Gestart (DNS)              |
| Blank       | Nam geen deel aan de race (DNP) |
| Blank       | Niet geracet                    |

| Toegevoegde info    |                                       |
| vet                 | Pole positie (1 punt)                 |
| cursief             | Snelste ronde                         |
| *                   | Meeste ronden aan de leiding (1 punt) |
| 1                   | Geen kwalificatie                     |
| Rookie van het Jaar |                                       |
| Rookie              |                                       |

| Kleur       | Resultaat                       |
| ----------- | ------------------------------- |
| Goud        | Winnaar                         |
| Zilver      | 2de plaats                      |
| Brons       | 3de plaats                      |
| Groen       | 4de en 5de plaats               |
| Lichtblauw  | 6de–10de plaats                 |
| Donkerblauw | Gefinisht (buiten de Top 10)    |
| Paars       | Niet gefinisht                  |
| Rood        | Niet gekwalificeerd (DNQ)       |
| Bruin       | Teruggetrokken (Wth)            |
| Zwart       | Gediskwalificeerd (DSQ)         |
| Wit         | Niet Gestart (DNS)              |
| Blank       | Nam geen deel aan de race (DNP) |
| Blank       | Niet geracet                    |

| Toegevoegde info    |                                       |
| vet                 | Pole positie (1 punt)                 |
| cursief             | Snelste ronde                         |
| *                   | Meeste ronden aan de leiding (1 punt) |
| 1                   | Geen kwalificatie                     |
| Rookie van het Jaar |                                       |
| Rookie              |                                       |

| Positie | 1  | 2  | 3  | 4  | 5  | 6  | 7  | 8  | 9  | 10 | 11 | 12 | 13 | 14 | 15 | 16 | 17 | 18 | 19 | 20 |
| ------- | -- | -- | -- | -- | -- | -- | -- | -- | -- | -- | -- | -- | -- | -- | -- | -- | -- | -- | -- | -- |
| Punten  | 30 | 25 | 22 | 19 | 17 | 15 | 14 | 13 | 12 | 11 | 10 | 9  | 8  | 7  | 6  | 5  | 4  | 3  | 2  | 1  |

1986 ·
1987 ·
1988 ·
1989 ·
1990 ·
1991 ·
1992 ·
1993 ·
1994 ·
1995 ·
1996 ·
1997 · 
1998 ·
1999 ·
2000 ·
2001 ·
2002 ·
2003 ·
2004 ·
2005 ·
2006 ·
2007 ·
2008 ·
2009 ·
2010 ·
2011 ·
2012 ·
2013 ·
2014 ·
2015 ·
2016 ·
2017 ·
2018 ·
2019 ·
2020 ·
2021 ·
2022 ·
2023 ·
2024 ·
2025

Lijst van coureurs